# 영국 공주 엘리자베스
영국의 엘리자베스(Elizabeth of United Kingdom, 1770년 5월 22일 ~ 1840년 1월 10일)는 영국 왕 조지 3세의 7번째 자녀이자 3번째 딸이다. 조지 4세의 셋째 여동생이다.

## 생애
엘리자베스는 런던의 버킹엄 궁전에서 조지 3세와 샬럿 왕비 사이에서 3녀로 태어났다.
1786년 궁정 시종 조지 레이머스와 혼인했다는 설도 있으나, 1814년 무도회에서 당시 오스트리아의 장교였던 프리드리히와 만나 4년 뒤인 1818년 4월 7일 런던에서 정식 혼인하였다. 1820년 프리드리히가 헤센홈부르크 방백이 되면서 엘리자베스 또한 헤센홈부르크 방백비가 되었다. 1829년 남편 프리드리히는 후계자를 두지 못한 채 죽었고, 시동생 루트비히가 방백위를 계승했다.
엘리자베스는 1840년 프랑크푸르트에서 죽었다.